# Heinz Mack

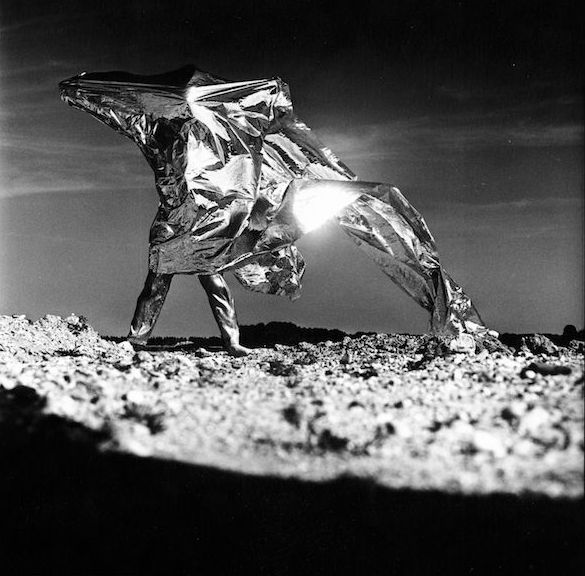
Heinz Mack Foto:Lothar Wolleh

Heinz Mack  (Lollar in Hessen, 8 maart 1931) is een Duitse beeldhouwer en schilder, die zich voornamelijk toelegt op kinetische kunst en lichtkunst.

## Leven en werk
Mack studeerde begin vijftiger jaren aan de Staatliche Kunstakademie in Düsseldorf.
Sinds 1956 houdt hij zich bezig met beweging, licht, ruimte, tijd en dynamiek. Samen met Otto Piene stichtte hij in 1957 de avant-gardistische kunstenaarsgroep Zero, Günther Uecker voegde zich in 1961 bij hen.
Heinz Mack nam in 1964 deel aan documenta III in Kassel. Tijdens de Wereldtentoonstelling van 1967 in Montreal was in het Duitse paviljoen zijn werk Farblichtkrone te zien.
Samen met Thomas Lenk, Karl-Georg Pfahler en Günther Uecker vertegenwoordigde hij in 1970 Duitsland bij de XXXVe Biënnale van Venetië. In hetzelfde jaar was hij wederom aanwezig op de Wereldtentoonstelling van 1970 in Osaka, nu met 3 kunstwerken (Spiegelplantagen, Wasserskulptur en Feuerwall) in het Duitse paviljoen en 1 werk (een 12 meter hoge lichtkolom) op het expositieterrein.
In 1977 nam hij deel aan documenta 6. In 1992 ontving Mack de grote Kulturpreis der Sparkassen-Kulturstiftung Rheinland. In 2000 en 2004 werd het werk van Mack getoond bij de Stiftung für Konkrete Kunst Roland Phleps in Freiburg im Breisgau.
Heinz Mack leeft en werkt in Mönchengladbach en op Ibiza.

## Werken in de openbare ruimte (selectie)
- Skulptur für den Himmel (1976), bibliotheek van de Universität der Bundeswehr in München
- Wasserplastik[1] (1977), Münster
- Identifikationsplastik (1979), Osnabrück,
- Columne pro Caelo (1984), Roncalliplatz, Keulen
- Lichtpfeiler[2] (1983-87), Europa-Center, Berlijn
- Mack-Brunnen (1988), Platz der Deutschen Einheit in Düsseldorf
- Große Stele[3] (1989-90), voor het Mercedes-Benz Museum in Stuttgart
- Der Tanz (1991/93) in Vaduz (Liechtenstein)
- Sieben Stelen (2000), voor de Hypothekenbank in Essen
- Wassertor (2001), Spandau-Arcaden in Berlin-Spandau
- Two Prisms of Light (2002), Kirchstrasse in Vaduz
- Großer Vertikaler Rhythmus (2008), voor de Stadtsparkasse Langenfeld
- Stele (2008), Landtag Liechtenstein in Vaduz

## Fotogalerij

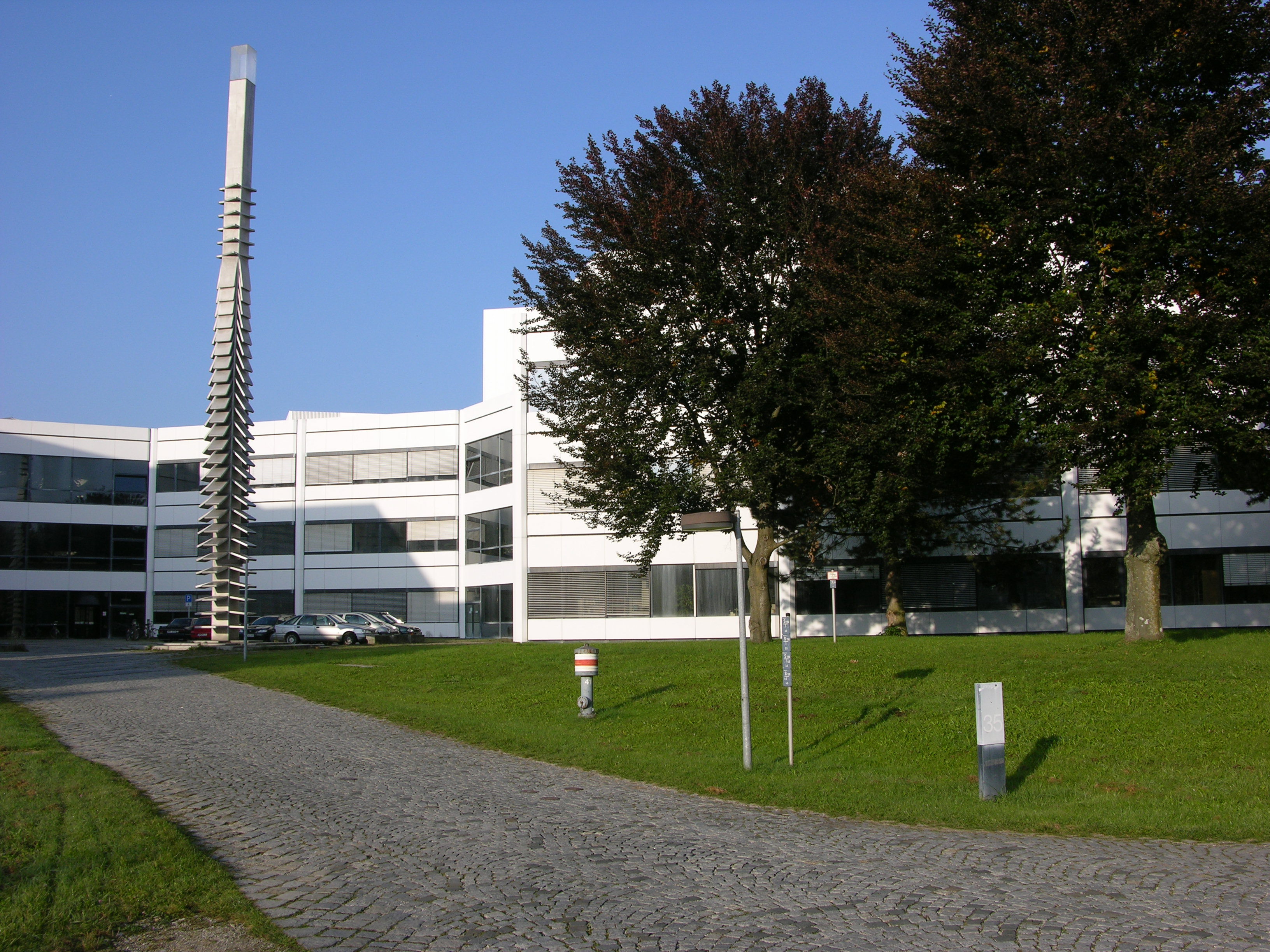
Skulptur für den Himmel (1976) in München
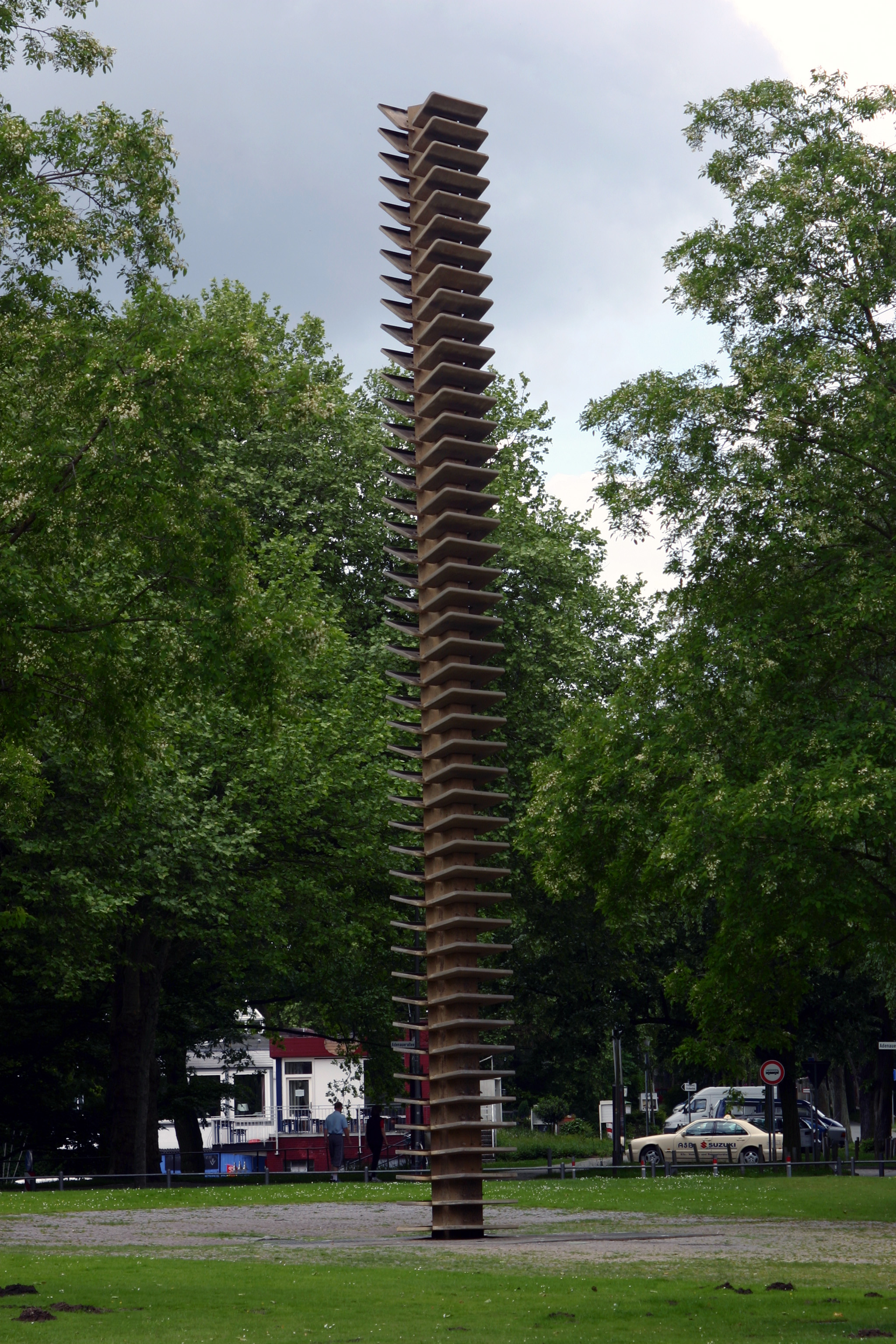
Wasserskulptur (1977) in Münster
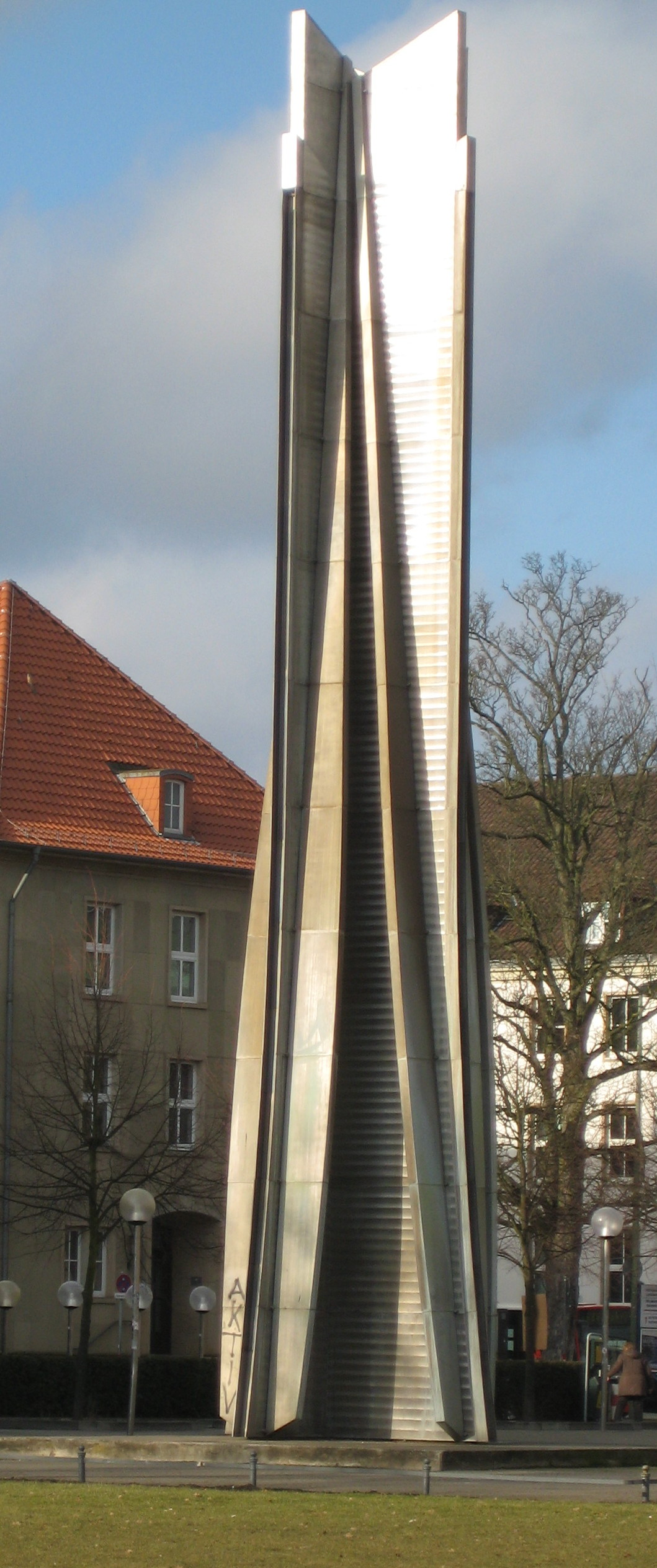
Identifikationsplastik (1979) in Osnabrück
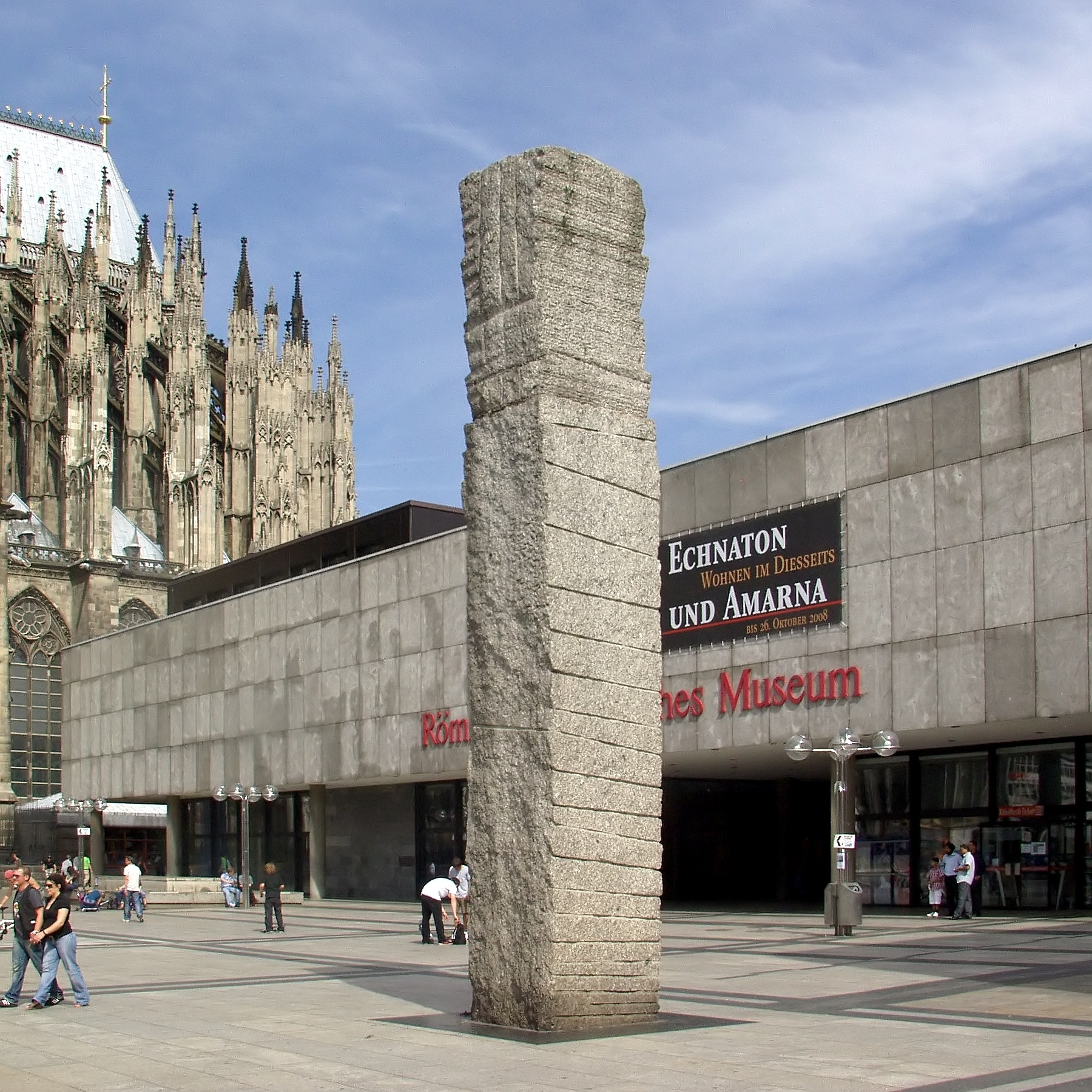
Columne pro Caelo (1984) in Keulen
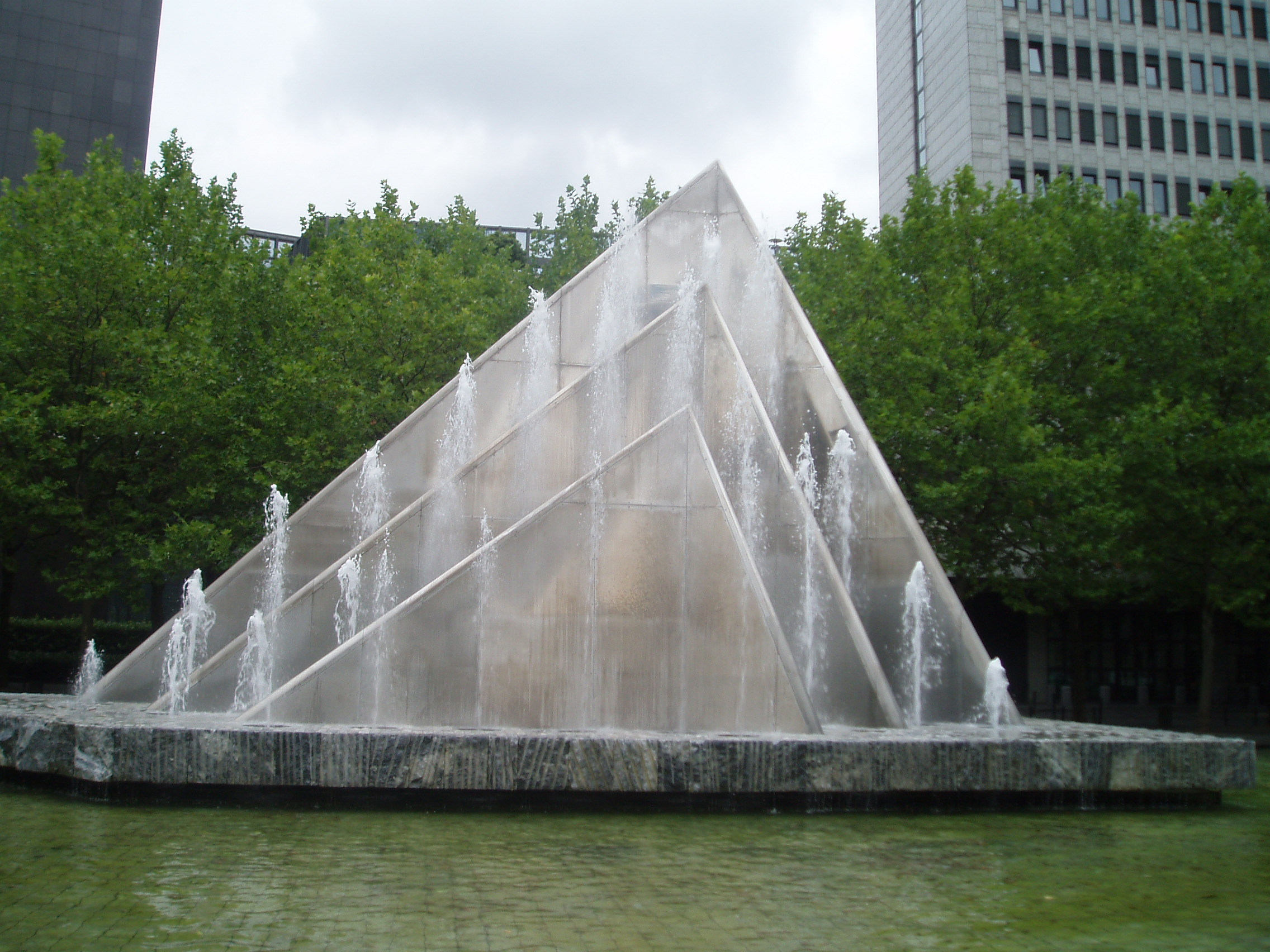
Mack-Brunnen (1988) in Düsseldorf
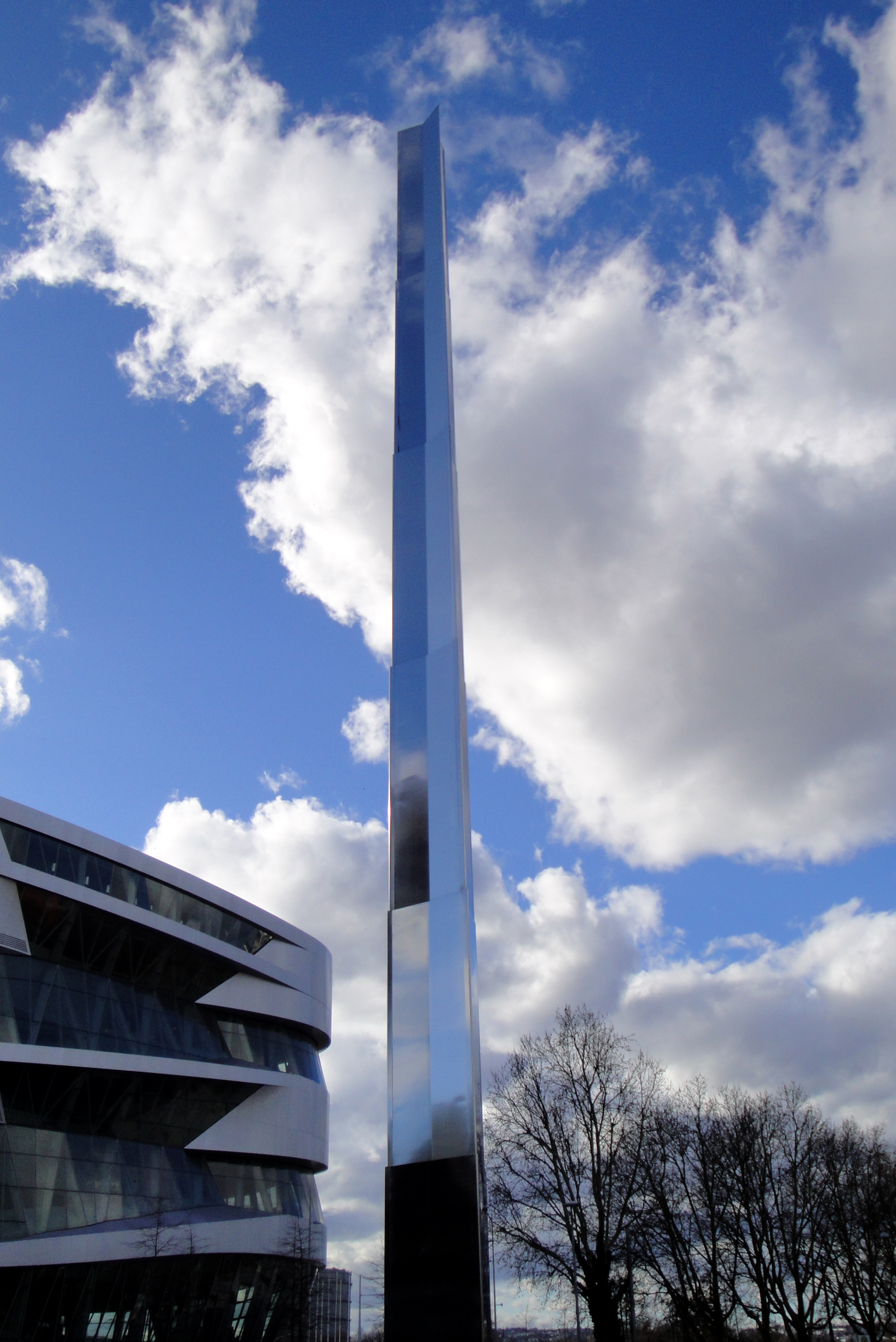
Große Stele (1989/90), Mercedes-Benz Museum in Stuttgart
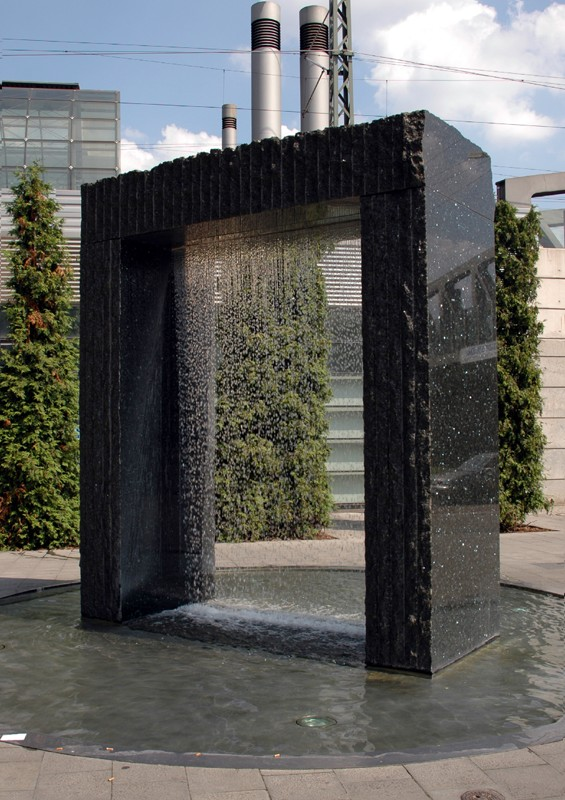
Wassertor (2001) in Berlijn
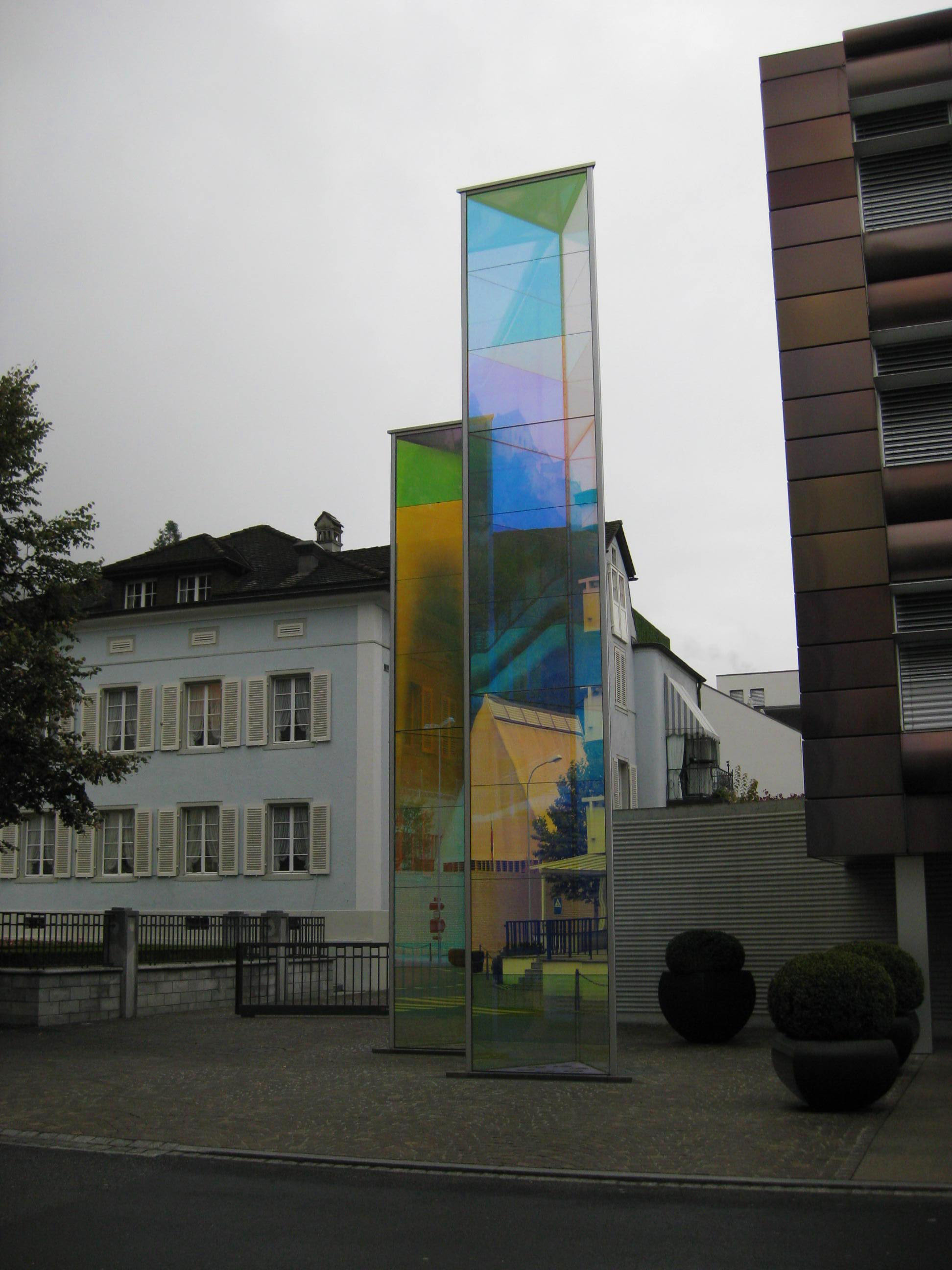
Two Prisms of Light (2002) in Vaduz
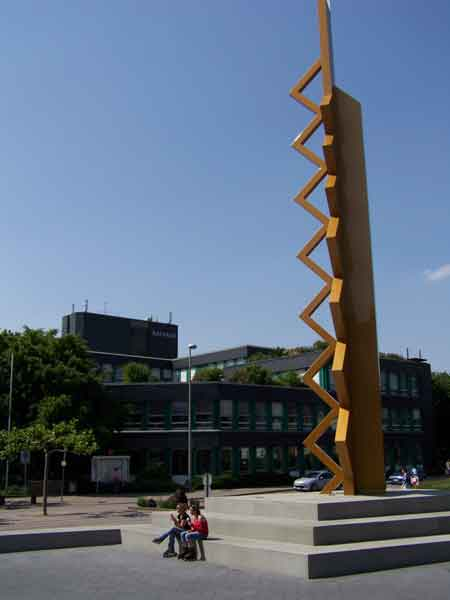
Großer Vertikaler Rythmus (2008) in Langenfeld
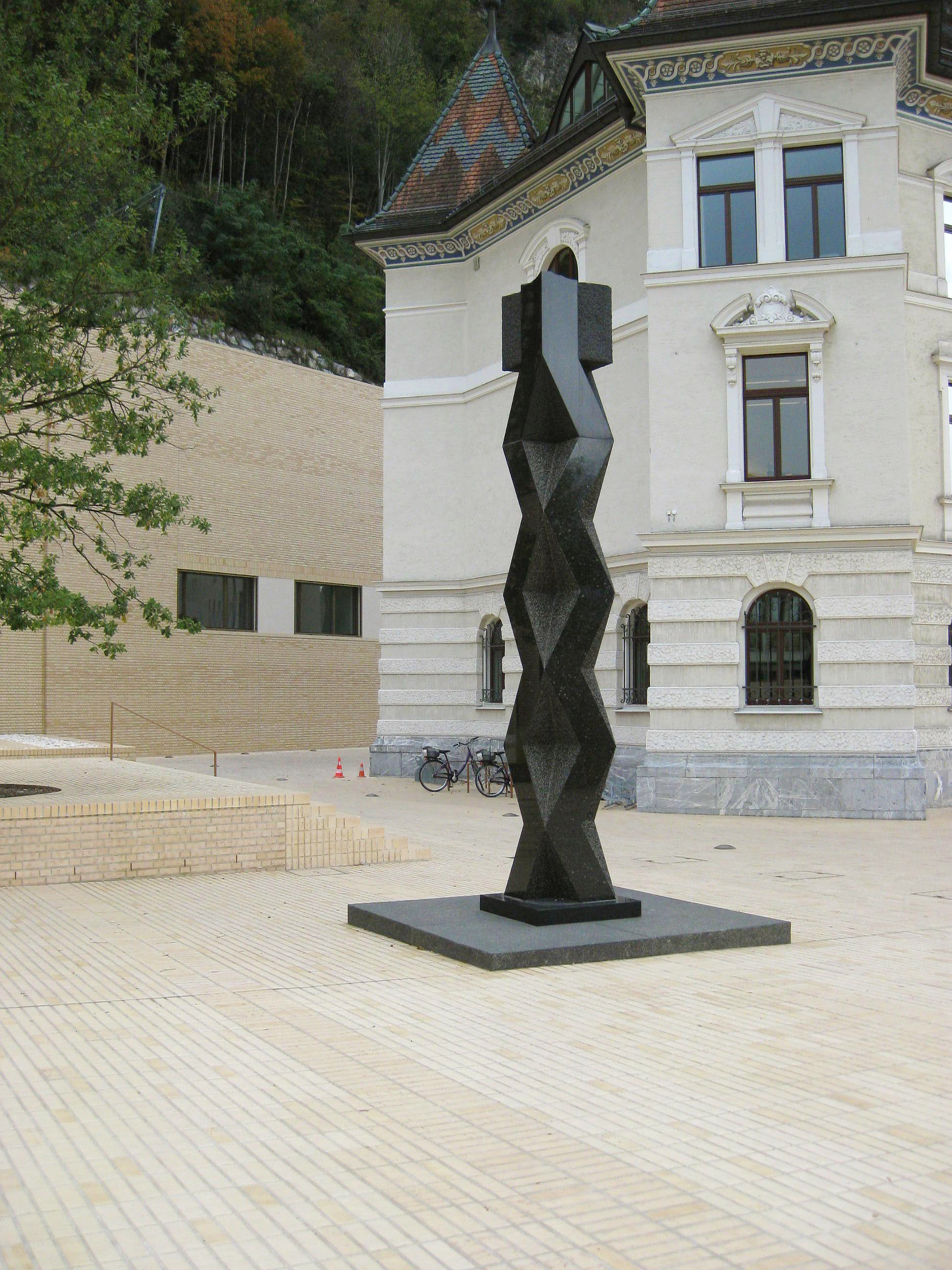
Stele (2008) in Vaduz